# La Magicienne trahie
La Magicienne trahie est le premier tome de la série de bande dessinée Thorgal, dont le scénario a été écrit par Jean Van Hamme et les dessins réalisés par Grzegorz Rosiński.

## Synopsis
Thorgal Aegirsson est condamné à mort par Gandalf-le-fou, roi des Vikings. Il est sauvé par une mystérieuse femme accompagnée d'un loup qui le fait jurer de se mettre à son service pendant un an. Cette femme borgne semble avoir un différend avec Gandalf et utilise Thorgal pour se venger. Elle lui ordonne de pénétrer dans une tour gardée par un géant et un nain afin de récupérer un coffret. Thorgal escalade donc la tour mais il est confronté au géant qui garde une entrée. Astucieusement, Thorgal réussit à le déséquilibrer et le faire basculer dans le vide. Il entre alors dans la tour, mais des barreaux apparaissent autour de lui ainsi que le nain, le second gardien. Les barreaux commencent à se rapprocher afin d'écraser le héros lorsque Sharn, le loup de la femme borgne, apparaît et élimine le nain qui disparaît avec les barreaux. Méfiant, Thorgal s'empare du coffret et quitte la tour. Il le remet à la mystérieuse femme qui en sort, triomphale, les anneaux de Freyre en criant qu'elle tient Gandalf-le-fou. Le porteur de l'un de ces anneaux peut mettre à sa merci le porteur du second.
Deux jours plus tard, une fête est organisée au Northland dans le village de Thorgal. L'une des animations de cette fête consiste en un concours : chaque participant mise un objet de valeur et s'il parvient à dompter un cheval sauvage, il gagne l'animal, sinon, il doit donner à Gandalf l'objet misé. Arrive un vieillard qui mise un anneau. Il perd (volontairement) et donne donc l'anneau à Gandalf qui le passe aussitôt à son poignet. Il s'agit en fait de Thorgal qui s'était grimé en vieillard. Arrive soudainement la mystérieuse femme borgne qui, grâce à l'anneau de Freyre, tient Gandalf sous son contrôle. Cette femme explique son désir de se venger de Gandalf. Thorgal, la femme et Gandalf partent alors vers les mers glacées pour qu'elle puisse assouvir sa vengeance. Mais en chemin, ils sont attaqués par des Baalds et Gandalf-le-fou en profite pour s'échapper.
Plus tard, la femme borgne et Thorgal retrouvent Gandalf blessé, soigné par Aaricia. La femme borgne leur révèle qu'elle est Slive, la reine de l'île des mers gelées et que Gandalf l'a gardée captive 10 ans afin de l'obliger à l'épouser. Thorgal refuse que Slive tue Gandalf. Elle s'en va sur un drakkar de glace, promettant de revenir car Thorgal lui doit encore 11 mois de sa vie.
Ce premier tome contient également une courte histoire intitulée "Presque le paradis".

## Place de cet album
Cet épisode est le premier opus du Cycle de la Reine des Mers gelées qui se conclut avec l'album numéro deux, L'Île des mers gelées.

## Publication
- Le Lombard, janvier 1980,  (ISBN 2-8036-0358-6)
- J'ai lu, juillet 1987,  (ISBN 2-277-33029-9)
- Hachette Collections, septembre 2012, col. « La Collection Thorgal », p. 55
- Niffle, avril 2017, col. « La Grande Bibliothèque », 276 planches  (ISBN 978-2-8739-3067-7)